# 浴德池

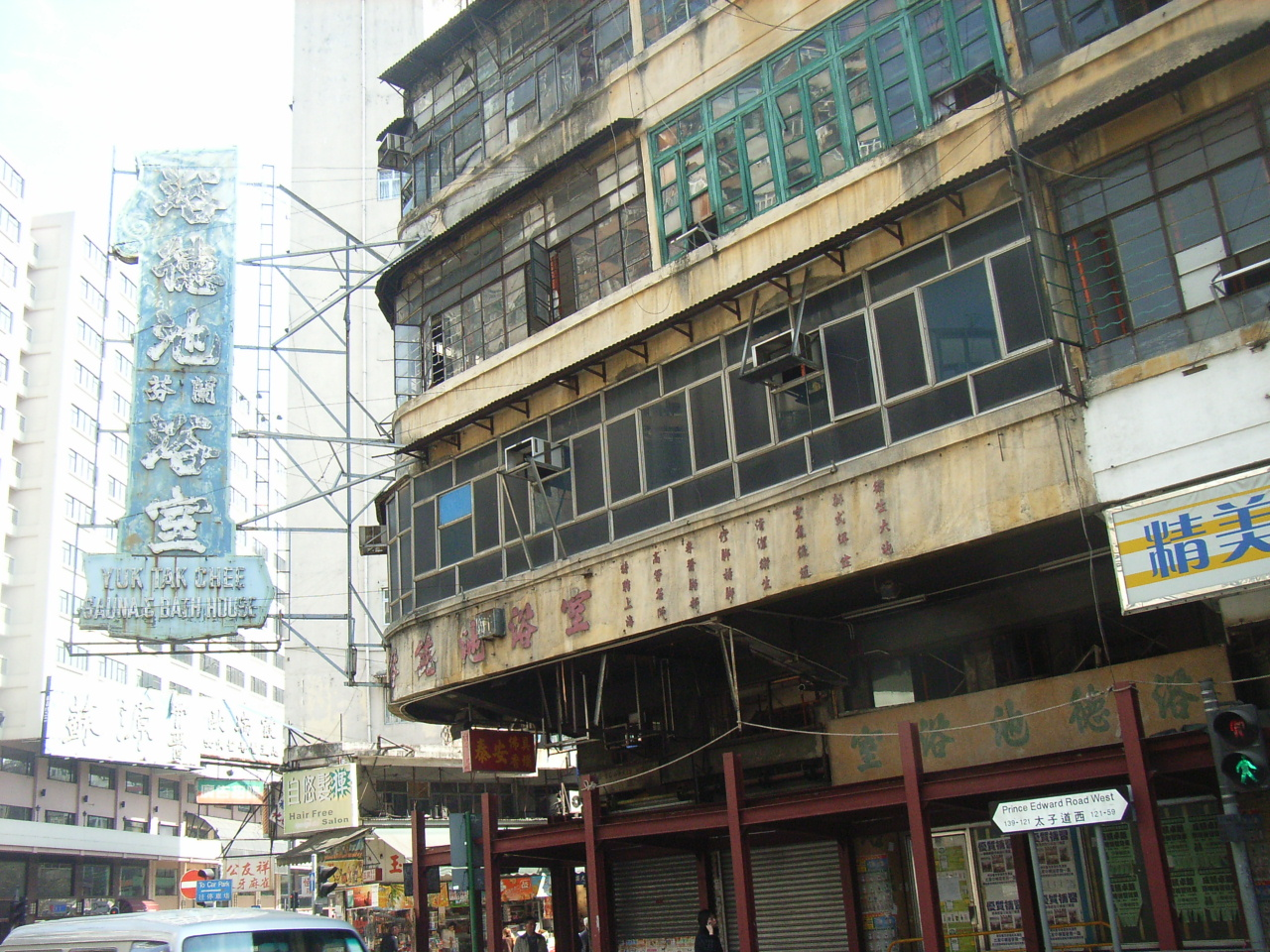
浴德池，太子道西

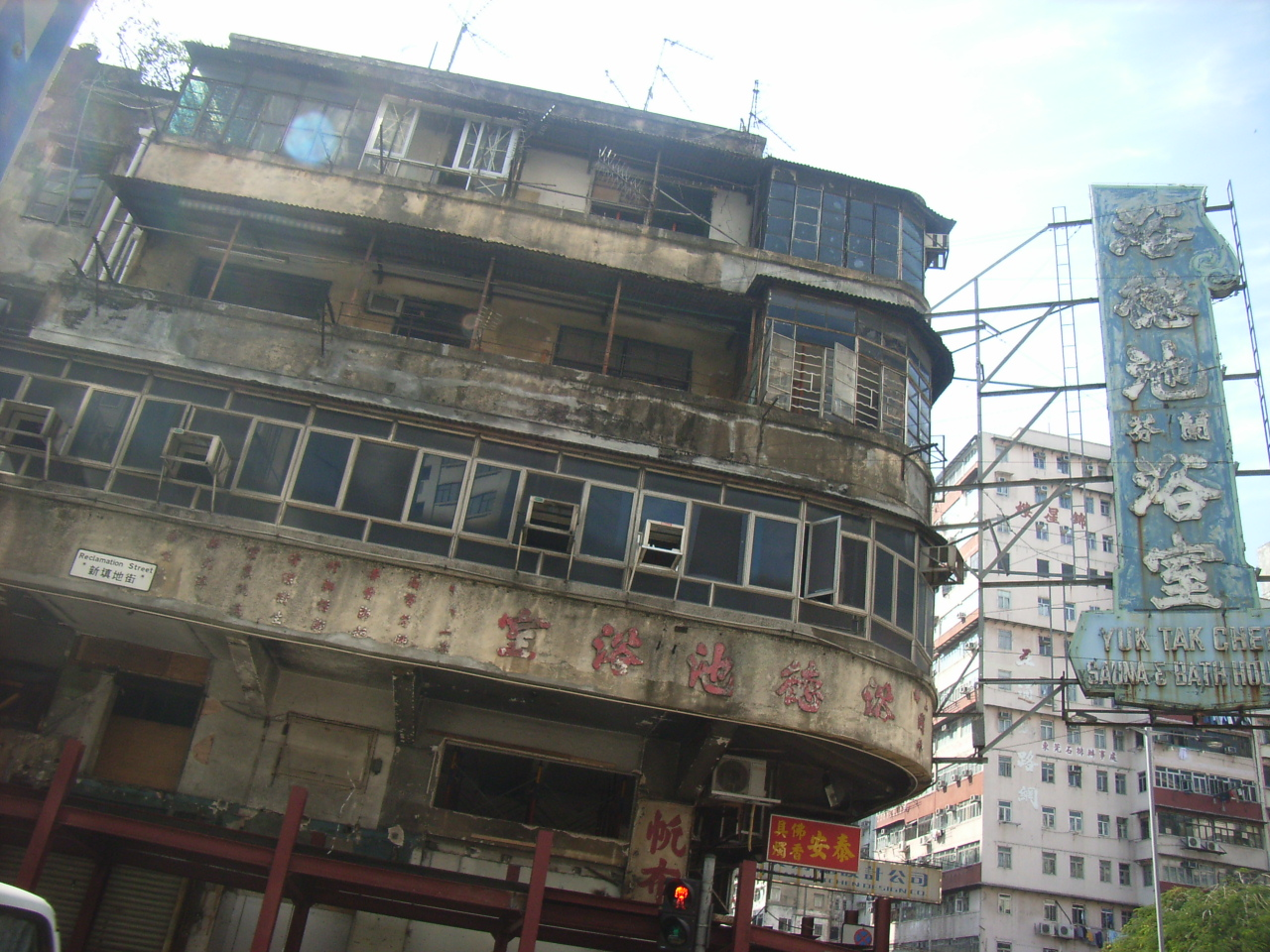
從另一角度看浴德池

浴德池（1949年12月—2006年10月3日）是香港第一間上海澡堂，全名為上海同記浴德池浴室，位於旺角太子道西123號地下及2樓，與九巴創辦人之一雷亮興建的雷生春為鄰，於1949年12月由李振威創辦。設施包括冷熱水浴池、蒸氣房、擦背房、按摩房及休息廳。
浴德池原址為旺角戲院，於1931年開業，及至1949年5月8日停業，同年年底改建為浴德池。 1970年代是浴德池的黃金時代，到了1980年代經濟起飛，商家顧客也就多起來。但隨著近年芬蘭式浴池在本港興起，使浴客的品味轉變了，而沙士事件令生意進一步下降；另外因為浴德池所在的樓宇已經相當殘破，加上發展商裕泰興已宣佈收購該處一帶的樓宇作重建，浴德池的業主終將現址以1.4億元售予裕泰興，作為香港僅餘的一個上海澡堂浴德池已經於2006年10月3日凌晨結業。
曾光顧的知名人士包括有粵劇名伶梁醒波、導演李翰祥、商人林百欣、藝人張國榮、黃霑、曾志偉及其父親曾啟榮等。
浴德池從不招待女性，多年來不少女士誤闖，也曾發生妻子要求入內尋找丈夫的事，例如香港男藝人曾志偉的母親曾要求入內尋找其丈夫曾啟榮，但一律被拒。其充滿二十世紀中期特色的設計亦成為拍攝取景之地，例如由謝霆鋒及曾志偉主演的電影《半支煙》，蕭正楠主唱的西門子手機廣告歌《最短的情信》MV，以及由何韻詩翻唱達明一派《禁色》MV也在浴德池拍攝，何韻詩更因此成為惟一在該浴池浸浴的女性。

## 外部連結
- 星島日報（2006年10月2日）「浴德池」結業澡堂文化沒落[永久]
- 蘋果日報（2006年10月2日）56年泡出無數風流人物[永久]
- 蘋果日報（2006年10月2日）拒曾志偉母入內尋夫[永久]